# Bill Turner (cestista)
William R. Turner, detto Bill (Cleveland, 18 febbraio 1944 – 14 ottobre 2023), è stato un cestista statunitense, professionista nella NBA.

## Carriera
Venne selezionato dai New York Knicks al nono giro del Draft NBA 1966 (78ª scelta assoluta) e dai San Francisco Warriors al terzo giro del Draft NBA 1967 (27ª scelta assoluta).